# František Vocelka
František Vocelka (17. srpna 1819 Rouchovany – 13. února 1869 Hostim) byl český hudební skladatel, varhaník a zpěvák.
Působil jako učitel v Jaroměřicích a Moravském Krumlově, byl vychovatelem u barona Hagena v Polsku. Po návratu z Polska roku 1848 se stal v Hostimi samostatným učitelem. Překládal z polštiny, přispíval do časopisu Květy.. Jeho pomník se nachází v parku naproti zámku v Hostimi.

## Dílo
Skládal lidové písně (Cis a trans polka) a duchovní hudbu: gradualie, offertorie (zpívá se při přinášení obětních darů)